# Кабесамесада
Кабесамесада (ісп. Cabezamesada) — муніципалітет в Іспанії, у складі автономної спільноти Кастилія-Ла-Манча, у провінції Толедо. Населення — 356 особи (2023).
Муніципалітет розташований на відстані близько 85 км на південний схід від Мадрида, 80 км на схід від Толедо.

## Демографія
Динаміка населення (INE ):

## Галерея зображень

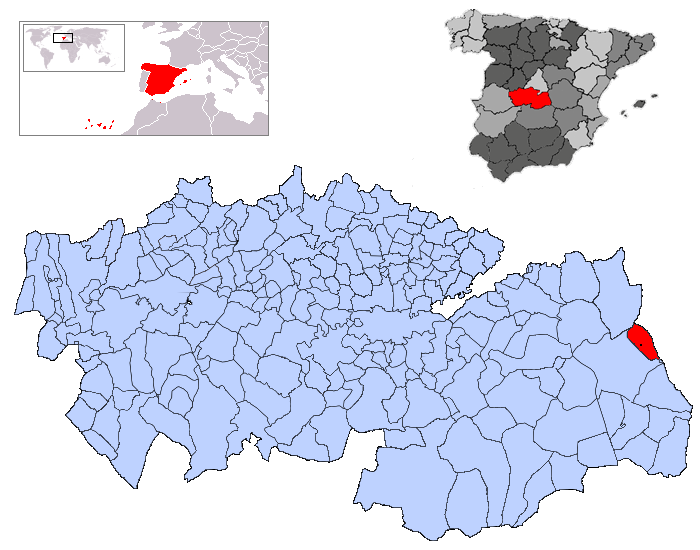
Розташування муніципалітету у провінції Толедо